# Code 11-14
Code 11-14 (titulada: Código 1114 en Argentina y La vida en sus manos en España) es una película estadounidense de acción, drama y crimen de 2003, dirigida por Jean de Segonzac, escrita por John Lafia y James Kearns, musicalizada por J. Peter Robinson, en la fotografía estuvo David Foreman y los protagonistas son David James Elliott, Terry Farrell y Stephen Lang, entre otros. El filme fue realizado por Carlton America, Village Roadshow Pictures, WildRice Productions y Wilshire Court Productions; se estrenó el 20 de enero de 2003.

## Sinopsis
Este largometraje trata acerca de un agente del FBI que va a Australia con su familia, su objetivo es atrapar a un homicida serial.